# Igreja Presbiteriana Reformada nos Estados Unidos
A Igreja Presbiteriana Reformada nos Estados Unidos (em inglês Reformed Presbyterian Church in the United States) foi uma denominação presbiteriana fundada em 1983 nos Estados Unidos por um grupo de membros da Igreja Presbiteriana na América, que passou a se opor a denominação depois de ela ter absorvido a Igreja Presbiteriana Reformada - Sínodo Evangélico.
Em 2020, se unir ao Presbitério Vanguarda, outra denominação presbiteriana.

## História
Em 1983 a Igreja Presbiteriana Reformada - Sínodo Evangélico (IPRSE) uniu-se a Igreja Presbiteriana na América (IPA). Desde então, um grupo de igrejas do Presbitério da Geórgia da IPA passou a se opor a forma como a denominação resultante da fusão tomava suas decisões. Sendo assim, estas igrejas se separaram da IPA e formaram o Presbitério do Pacto.
Em 1985 este presbitério cresceu e se desdobrou em quatro presbitérios, organizando assim a assembleia da Igreja Presbiteriana Reformada nos Estados Unidos (IPREU). Em 1990, a denominação mudou seu nome para a Igreja Presbiteriana Reformada nas Américas. 
Em 1991 os quatro presbitérios desta denominação entraram em conflito. Um deles foi Presbitério de Hanover, que  tornou-se uma denominação separada, a Igreja Presbiteriana Reformada - Presbitério de Hanover.
Enquanto isso, o Presbitério Westminster e o Presbitério de Genebra formaram a Assembleia Geral da Igreja Presbiteriana Reformada, deixando o quarto presbitério como remanescente da IPREU.
A partir de então a denominação continuo crescendo e plantou igrejas no Equador
Em 2020, a denominação foi dissolvida e suas igrejas se uniram ao Presbitério Vanguarda, uma nova denominação presbiteriana.

## Doutrina
A denominações subscrevia a Confissão de Westminster, Catecismo Maior de Westminster, Breve Catecismo de Westminster e defende infalibilidade bíblica. A denominação se identificava como teonomista.